# 비하우

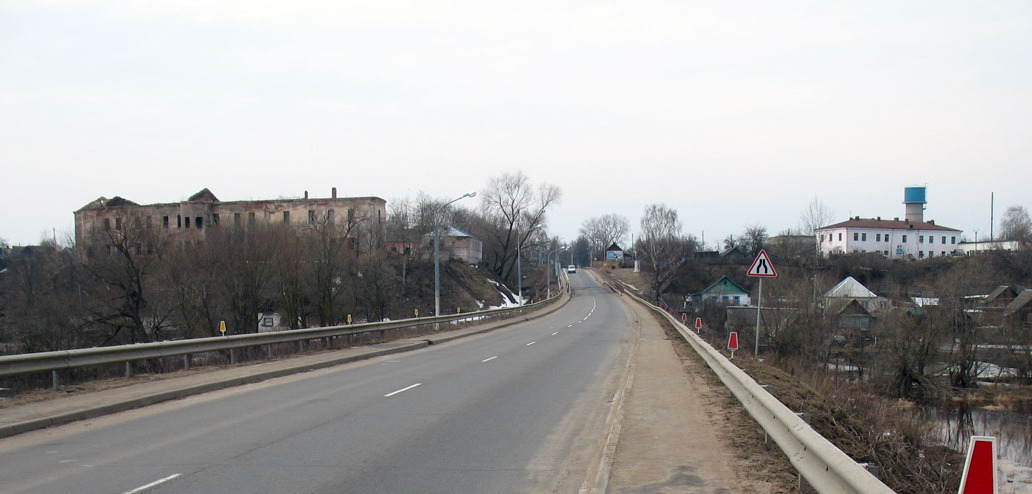

비하우(벨라루스어: Бы́хаў/Bychaŭ, 러시아어: Бы́хов 비호프[*])는 벨라루스 마힐료우 주에 있는 도시다. 마힐료우에서 44km 정도 떨어진 곳에 위치하며 드니프르강이 흐른다. 인구는 2만 명(1989년)이다.